# 郑新黄河大桥
郑新黄河大桥，原名“郑州黄河公铁两用桥”，是位于中华人民共和国河南省的一座跨黄河公路铁路两用大桥，为 郑新大道与京广高速铁路跨黄河的大桥。该桥连接郑州市与新乡市，为河南省第一座跨黄河公铁两用大桥，同时是继山东滨州黄河公铁大桥后黄河上的第二座公铁两用桥。
该桥为郑州境内建成的第五座黄河大桥，上层公路于2010年9月29日正式通车，在大桥南端设有一座收费站。下层的铁路桥于2012年12月26日随京广高速铁路京郑段通车而启用。

## 简介
郑新黄河大桥为斜拉桥，主桥设计为“六塔七跨”，是郑州至新乡107国道复线、京广客运专线的两用特大桥，为双线客运专线、六车道公路，上面是公路，下面是铁路。
大桥北起新乡原阳县原武镇阎庄，南至郑州惠济区申庄村西侧。公路桥线路长24.277公里，双向六车道，设计时速100公里/时；公铁合建长9.177公里，是目前世界上最长的公铁两用桥。南岸公路接线与郑州北四环相交处设一座互通式立交，北岸公路接线与 晋新高速和 101省道相交处各设一座立交。
该桥距上游的郑州黄河公路大桥约7公里。大桥的建成有效地缓解了郑州“北出口”的交通压力，由郑州开车至新乡仅用30分钟即可到达。

## 事故
2022年12月28日，郑新黄河大桥由于大雾天气发生连环车祸，至少涉及200辆车追撞，有1人死亡。

## 途经的公共交通线路
| 行经巴士路线一览 | 行经巴士路线一览 | 行经巴士路线一览 | 行经巴士路线一览       | 行经巴士路线一览 |
| 编号             | 路线             | 路线             | 路线                   | 备注             |
| ---------------- | ---------------- | ---------------- | ---------------------- | ---------------- |
| 郑平601          | 平原示范区客运站 | ⇆                | 郑州高铁长途汽车枢纽站 |                  |